# Гульево (Вологодский район)
Гульево — упразднённая деревня в Вологодском районе Вологодской области.
Входила в состав Старосельского сельского поселения, с точки зрения административно-территориального деления — в Старосельский сельсовет.
Расстояние по автодороге до районного центра Вологды — 45 км, до центра муниципального образования Стризнево — 4 км. Ближайшие населённые пункты — Сидельниково, Котельниково, Брагино.
По данным переписи в 2002 году постоянного населения не было.
9 января 2021 года упразднена.